# Shedfield
Shedfield är en ort och civil parish i Storbritannien.   Den ligger i grevskapet Hampshire och riksdelen England, i den södra delen av landet, 100 km sydväst om huvudstaden London. Shedfield ligger 57 meter över havet och antalet invånare är 3 914.
Terrängen runt Shedfield är platt. Runt Shedfield är det mycket tätbefolkat, med 1 463 invånare per kvadratkilometer. Närmaste större samhälle är Southampton, 14,5 km väster om Shedfield. Trakten runt Shedfield består till största delen av jordbruksmark.